# Nowy Testament w przekładzie Marcina Czechowica
Nowy Testament w przekładzie Marcina Czechowica – unitariańskie tłumaczenie Nowego Testamentu, dokonane pod wpływem teologii braci polskich. Marcin Czechowic, tłumacz, był pastorem małego zboru w Lublinie. Przekład wydany został w Rakowie w 1577 r. Zarówno sposób rozwiązań translatorskich, jak i uwagi pochodzą z kręgu braci polskich. Zauważalny jest także wpływ i styl Biblii brzeskiej. Dzieło było wykorzystywane, zgodnie ze swym przeznaczeniem, przede wszystkim w zborach braci polskich.
W roku 1594 ukazało się wydanie drugie. Niektóre źródła podają, że przekład Czechowica został w roku 1581 przetłumaczony na ruski język ludowy przez Walentego Negalewskiego i wydany w Choroszowie koło Ostroga.